# Paul-Martini-Preis
Der Paul-Martini-Preis ist ein deutscher Wissenschaftspreis. Er wird seit 1969 jährlich von der Paul-Martini-Stiftung „für herausragende klinisch-therapeutische Arzneimittelforschung“ im Gedenken an Paul Martini vergeben. Der Preis ist mit 50.000 Euro dotiert (Stand 2020). Als besondere Auszeichnung wurde zwischen 1967 und 1985 in unregelmäßigen Abständen die „Paul-Martini-Medaille“ in Gold vergeben.
Der Paul-Martini-Preis sollte nicht mit dem in Hamburg verliehenen Dr.-Martini-Preis verwechselt werden. Die Deutsche Gesellschaft für Medizinische Informatik, Biometrie und Epidemiologie (GMDS) vergibt ebenfalls einen „Paul-Martini-Preis“.

## Träger des Paul-Martini-Preises
- 1969 Jules Angst, Poul Christian Baastrup, Poul Grof, Mogens Schou, Peter Weis, Wilhelm Börner, Stefan Grehn, Erich Moll, Erich Rau, Karl Heinz Rahn, Peter G. Dayton
- 1970 Werner Kübler
- 1971 Erich E. Gabbe, Hellmut C. Heinrich, David J. Finney
- 1972 Herbert Remmer, Hans Felch Freiherr von Oldershausen, Reinhard Fleischmann, Emil H. Graul, Adolf Habermehl, Heinz Held
- 1973 John Raymond Hobbs, Hussein Salih, Herschel Flax
- 1974 Alasdair Muir Breckenridge, Michael L’Estrange Orme
- 1975 Lucius Dettli, Alan Richens
- 1976 Michel Eichelbaum, Bodo-Eckehard Strauer
- 1977 Melvin F. Greaves
- 1978 keine Vergabe
- 1979 Dieter Loew, Klaus Breddin, Klaus Lechner, Karl Überla, E. Walter, Hans-Jörg Ruoff
- 1980 Winfried Gunselmann, Jeffrey Aronson, Alan Ford, David Grahame-Smith
- 1981 Keine Vergabe
- 1982 W. Doering, Jürgen Scherberich, Gustav Georg Belz
- 1983 Adrian Küpfer, Hannsjörg Seyberth
- 1984 Otto-Erich Brodde, Hanns-Gerd Dammann, Peter Müller, Bernd Simon
- 1985 Lutz-Henning Block, Gustav Georg Belz, Dieter Palm, Anton Wellstein
- 1986 Jochen Thormann, Joachim Chrubasik
- 1987 keine Vergabe
- 1988 Peter M. Lauven, Jürgen Schüttler, Helmut Schwilden, Kevin J. Scanlon
- 1989 Stefan C. Meuer
- 1990 Gunnar Alván, Hans-Joachim Gabius, Sigrun Gabius, Tibor Hajto, Katarina Hostanska, Andrea Trittin
- 1991 Dieter Voegele, Dierk Brockmeier
- 1992 Marion Brach, Friedhelm Herrmann, Thomas Münzel, Heyo K. Kroemer
- 1993 Peter J. Meier-Abt
- 1994 Claus Kroegel, Christian Virchow, Christoph Walker
- 1995 Sabine Kurz, Thomas Münzel, Stefan Rosewicz
- 1996 Thomas Gramatté
- 1997 Hans-Uwe Simon
- 1998 Thomas Ruzicka, Günter Michel, Bernhard Homey, Lajos Kemény
- 1999 Stefanie M. Bode-Böger, Rainer H. Böger, Andreas Greinacher
- 2000 Robert Bals, Gunther Hartmann
- 2001 Martin Fromm
- 2002 Ulrich Laufs, Christopher Heeschen, Matthias Endres, Wolf-Karsten Hofmann
- 2003 Hartmut Goldschmidt
- 2004 H. Ardeschir Ghofrani
- 2005 Johannes Oldenburg
- 2006 Bodo Levkau
- 2007 Roland Schüle, Christian Strassburg
- 2008 Christian Weber, Jürgen Bernhagen
- 2009 Ralf Bargou, Frank M. Brunkhorst, Christoph Engel
- 2010 Veit Hornung, Jürgen Ruland
- 2011 Kaan Boztug, Christoph Klein
- 2012 Jan Wehkamp, Stephan Stilgenbauer, Michael Hallek
- 2013 Andreas Engert
- 2014 Matthias Tschöp
- 2015 Sonja Schrepfer
- 2016 Jan Krönke
- 2017 Harald Renz, Holger Garn
- 2018 Thorsten Zenz
- 2019 Robert Zeiser
- 2020 Peter Kühnen
- 2021 Thomas Thum
- 2022 Stefan Fröhling, Hanno Glimm
- 2023 Andrea Ablasser
- 2024 Michael Platten
- 2025 Marcus Conrad

## Träger der Paul-Martini-Medaille in Gold
- 1967 Paul Martini, Bonn (posthum)
- 1973 Hans Hermann Bennhold, Tübingen
- 1973 Wolfgang Wirth, Wuppertal
- 1975 Friedrich Hartmut Dost, Gießen
- 1982 Hans Erhard Bock, Tübingen
- 1985 Hans J. Dengler, Bonn